# فرانكلين رودا
فرانكلين رودا (بالإنجليزية: Franklin Rhoda)‏ هو صحفي وفيلسوف أمريكي، ولد في 1854، وتوفي في 10 سبتمبر 1929.